# Joseph Hellmesberger (fill)
Joseph Hellmesberger   (Viena, 9 d'abril de 1855 - Viena, 26 d'abril de 1907) anomenat "Pepi" Hellmesberger, va ser un compositor, violinista i director d'abonament de la Filharmònica de Viena.

## Biografia
Joseph Hellmesberger era fill del violinista i director austríac Joseph Hellmesberger sènior (1828–1893), que també va ser el seu primer professor. Als 15 anys es va convertir en segon violinista del quartet del seu pare (Hellmesberger Quartet), que va assumir com a director l'any 1887, i als 18 anys va entrar com a violinista a l'Orquestra de l'Òpera de la Corte de Viena. El 1875 va començar el servei militar a la banda del Regiment d'Infanteria núm. 4 d'Àustria com a concertista (a la secció de corda) i com a bateria (a la secció de vent), va ser ascendit a director de banda el mateix any i el 1876 es va fer càrrec de la direcció. de la música militar del “32”. Va ocupar aquest càrrec fins al 1878. Des de 1878 va treballar com a violí solista a l'Orquestra de Música de la Cort de Viena i a l'Òpera de la Cort (avui Òpera Estatal de Viena).
També des de 1878 va ser professor de violí al Conservatori de la Societat d'Amics de la Música de Viena (la institució predecessora de l'Acadèmia de Música de Viena). El 1890 es va convertir en el primer director de cort de l'Orquestra de la Cort de Viena i també va treballar com a director al "Ringtheater", on també va experimentar l'incendi del Ringtheater de prop. Com a successor de Gustav Mahler, va dirigir els Concerts Filharmònics del 1901 al 1903. El 1903 va renunciar a totes les funcions a Viena per motius personals i va anar al Teatre de la Cort de Stuttgart com a mestre de capella. Va tornar a Viena només un any després, va emmalaltir poc després del seu retorn i va morir el 1907.

## Obres (selecció)
Va crear 22 operetes, 6 ballets, balls i cançons i marxes.
| Obres de Joseph Hellmesberger junior | Obres de Joseph Hellmesberger junior                              | Obres de Joseph Hellmesberger junior                                       |
| ------------------------------------ | ----------------------------------------------------------------- | -------------------------------------------------------------------------- |
| 1879                                 | Música històrica per celebrar les noces de plata Franz Josephs I. | Música històrica per celebrar les noces de plata Franz Josephs I.          |
| 1880                                 | Der Graf von Gleichen                                             | Opereta                                                                    |
| 1880                                 | Kapitän Ahlström                                                  | Opereta                                                                    |
| 1881                                 | Der Rattenfänger von Hameln                                       | Música incidental per al Ringtheater                                       |
| 1884                                 | Harlekin als Elektriker                                           | Ballet                                                                     |
| 1886                                 | Der schöne Kurfürst                                               | Opereta                                                                    |
| 1886                                 | Fata Morgana                                                      | Òpera                                                                      |
| 1887                                 | Die verwandelte Katze                                             | Ballet                                                                     |
| 1887                                 | Rikiki                                                            | Opereta                                                                    |
| 1889                                 | Das Orakel                                                        | Opereta                                                                    |
| 1890                                 | Der bleiche Gast                                                  | Opereta                                                                    |
| 1890                                 | Meißner Porzellan                                                 | Ballett                                                                    |
| 1891                                 | Das Licht                                                         | Ballet                                                                     |
| 1892                                 | Vater Radetzky                                                    | Festival amb motiu de la inauguració del Radetzky-Denkmals, 24. Abril 1892 |
| 1893                                 | Die fünf Sinne                                                    | Ballet                                                                     |
| 1895                                 | Die Doppelhochzeit                                                | Opereta                                                                    |
| 1902                                 | Der Wunderkaftan                                                  | Opereta                                                                    |
| 1902                                 | Die Perle von Iberien                                             | Ballett                                                                    |
| 1904                                 | Das Veilchenmädel                                                 | Opereta                                                                    |
| 1904                                 | Die Eisjungfrau                                                   | Opereta                                                                    |
| 1905                                 | Wien bei Nacht                                                    | Opereta                                                                    |
| 1905                                 | Die schöne Liedersängerin                                         | Opereta                                                                    |
| 1906                                 | Triumph des Weibes                                                | Opereta                                                                    |
| 1906                                 | Die drei Engel                                                    | Opereta                                                                    |
| 1906                                 | Mutzi                                                             | Opereta                                                                    |
| 1909                                 | Der letzte Fasching                                               | Opereta                                                                    |
| 1911                                 | Der Veilchenkavalier                                              | Opereta                                                                    |
| 1934                                 | Wiener G’schichten                                                | Singspiel, editat per O. Jascha                                            |
| 1880                                 | Die Schmauswaberl                                                 | Opereta                                                                    |
| 1882                                 | Drei Schwarzmäntel                                                | Opereta                                                                    |
| posthum                              | Der Schusterkönig                                                 | Opereta                                                                    |
| posthum                              | Nachtfalter                                                       | Opereta                                                                    |
| pòstumament                          | Die beiden Mazzi                                                  | Opereta                                                                    |

## Altres obres
- Glocken Polka und Galopp aus der Ballett Excelsior
- Danse Diabolique
- Auf Wiener Art (polca francesa)
- Kleiner Anzeiger (Polca ràpida)
- Unter vier Augen (Polca)
- Valse Espagnol
- Valse Lento
- Elfenreigen
- Fur die ganze Welt (Vals)
- Leichtfüssig (Polca ràpida)
- Vielliebchen (Polca)
- Gavotte
- Heinzelmännchen
- Wiener Couplet Quadrille
- Dansa gitana a partir de la música de ballet Die Perle von Iberien